# Atilio François Baldi
Atilio François Baldi (Juan González, departament de Colonia, 22 de maig del 1922 - Montevideo, 27 de setembre del 1997) va ser un ciclista uruguaià que va combinar tant la ruta com la pista. Va participar en dues edicions dels Jocs Olímpics.

## Trajectòria
Va ser campió nacional en les categories més variades, excepte en velocitat, guanyant des del 1943 al 1952 en què es va retirar. Va competir en campionats Rioplatencs, Americans i Mundials. Fou ciclista Olímpic i va guanyar tres vegades la Volta Ciclista de l'Uruguai (1946, 1947 i 1948). Al Campionat del món de ciclisme en pista de 1947, disputat al Parc dels Prínceps a París, 1947 va guanyar la segona posició en la modalitat de Persecució amateur. Fou quart als Jocs Olímpics i campió Americà i Sud-americà.
Guanyador d'una medalla de plata per darrere de l'italià Arnaldo Benfenati.
En carretera destaca les seves tres victòries a la Volta a l'Uruguai.

## Palmarès
- 1941
  - Vencedor d'una etapa a la Volta a l'Uruguai
- 1946
  - 1r a la Volta a l'Uruguai i vencedor de 9 etapes
- 1947
  - 1r a la Volta a l'Uruguai i vencedor de 4 etapes
- 1948
  - 1r a la Volta a l'Uruguai i vencedor de 3 etapes
- 1952
  - 1r a la Mil Millas Orientales